# Muhibbe Darga
Ayşe Muhibbe Darga (Istanbul, 13 de juny de 1921 - 6 de març de 2018) va ser una de les primeres arqueòlogues de Turquia. Era una dels pocs experts turcs en hititologia, jeroglífics i escriptura cuneïforme. Darga va escriure moltes llibres tant en el seu càrrec com a les seves memòries. També és l'autora del llibre La Dona en Anatòlia Antiga, que va escriure utilitzant fonts hitites.
El 2008, 10 anys abans de la seva mort, es va publicar un llibre d'arqueologia com a homenatge a Darga.